# GRB 990123
GRB 990123 – rozbłysk gamma wykryty 23 stycznia 1999. Był to pierwszy GRB, w przypadku którego nastąpił jednoczesny błysk optyczny. Jasność szczytowa wynosiła 20,6 mag. Astronomowie uzyskali pierwsze zdjęcie w rozbłysku w świetle widzialnym w dniu jego wystąpienia za pomocą systemu teleskopów ROTSE-I w Los Alamos w Nowym Meksyku. Z ROTSE-I korzystał zespół pod opieką dr. Carla W. Akerlofa z Uniwersytetu Michigan, ponadto w jego skład wchodzili członkowie Los Alamos National Laboratory oraz Lawrence Livermore National Laboratory. ROTSE-I pracował w trybie automatycznym, odpowiadając na sygnały wysyłane przez instrument BATSE na pokładzie teleskopu kosmicznego Comptona w odstępie kilku sekund bez interwencji naukowców. Wczesnym rankiem 23 stycznia 1999, teleskop kosmiczny Comptona zarejestrował rozbłysk gamma trwający ok. 90 sekund. 25 sekund po pierwszym zarejestrowaniu wydarzenia nastąpiła szczytowa emisja promieniowania gamma oraz rentgenowskiego, następnie – 40 sekund od rozbłysku – doszło do nieco słabszej emisji. Przez kolejne 50 sekund występowały serie słabych emisji, a osiem minut po zarejestrowaniu rozbłysku jego jasność wynosiła 1/100 jego szczytowej jasności. Rozbłysk był tak silny, że w rankingu wszystkich odkrytych GRB znalazł się w gronie 2% najjaśniejszych.

## Obserwacje wykonane przez Comptona oraz ROSTE-I
W chwili nastąpienia rozbłysku, satelita Compton przesłał informacje o nim do naziemnej stacji w Centrum Roberta Goddarda w Maryland, a następnie dane te zostały przesłane przez sieć GCN (ang. Gamma-ray Burst Coordinates Network). Satelita ten nie był w stanie zapewnić precyzyjnego lokalizowania rozbłysków, lecz za pomocą zespołu teleskopów ROTSE-I astronomowie wykonali zdjęcia rozbłysku. Po automatycznym namierzeniu regionu nieba, w którym nastąpił rozbłysk, zrobiono pierwsze zdjęcie 22 sekundy po wykryciu zjawiska przez satelitę Compton. Każde kolejne zdjęcie było wykonywane w odstępie 25 sekund.
ROTSE-I był w stanie wykonać zdjęcia o jasności obserwowalnej 16 mag, natomiast łowcy rozbłysków gamma spodziewali się, iż widoczna część rozbłysku będzie bardzo słaba, jednak osiągnęła ona wartość 9 mag. Była na tyle jasna, iż mogli ją dostrzec astronomowie amatorzy za pomocą lornetki. Jasność obiektu, będącego źródłem wspomnianej części rozbłysku, wzrosła ok. 4000 razy w ciągu niecałej minuty.
Ponieważ ROTSE-I pracował w trybie automatycznym (astronomowie wówczas spali) wiadomość o zakończonych obserwacjach ROTSE-I została opublikowana kilka godzin później. W międzyczasie inne obserwatoria badały rozbłysk, który został oznaczony GRB 990123.

## Obserwacje BeppoSAX, teleskopu Kecka oraz teleskopu Hubble’a
Satelita BeppoSAX również namierzył rozbłysk oraz ustalił jego lokalizację z dokładnością do kilku minut kątowych. Te dane zostały wysłane przez satelitę, a cztery godziny po rozbłysku obszar jego wystąpienia został sfotografowany przez 1,52-metrowy (60-calowy) Teleskop Schmidta na górze Palomar w Kalifornii. Zdjęcie wykazało, iż jasność rozbłysku wynosiła 18 mag, co nie było widoczne na archiwalnych zdjęciach tego samego obszaru.
Następnej nocy słabnący obiekt – mający wówczas jasność 20 mag – został sfotografowany przez jeden z teleskopów Kecka oraz 2,6-metrowy Nordic Optical Telescope na Wyspach Kanaryjskich. W wyniku obserwacji wykryto linie absorpcyjne o przesunięciu ku czerwieni 1,6, co daje odległość 9 mld lat świetlnych.
16 dni po zdarzeniu Kosmiczny Teleskop Hubble’a wykonał obserwacje w miejscu wystąpienia rozbłysku GRB 990123. W tym czasie współczynnik słabnięcia obiektu wynosił ponad 3 miliony. Teleskop Hubble’a namierzył ponadto ślad słabej galaktyki, której niebieska barwa sugerowała, iż nowe gwiazdy formują się w niej w bardzo szybkim tempie.